# Загорье (Суздальский район)
Загорье — деревня в Суздальском районе Владимирской области России, входит в состав Новоалександровского сельского поселения.

## География
Деревня расположена в 10 км на юг от центра поселения села Новоалександрово и в 6 км на северо-запад от города Владимир.

## История
В конце XIX — начале XX века деревня входила в состав Богословской волости Владимирского уезда. В 1859 году в деревне числилось 23 дворов, в 1905 году — 37 дворов, в 1926 году — 36 хозяйств.
С 1929 года деревня входила в состав Богословского сельсовета Владимирского района, с 1959 года — в составе Сновицкого сельсовета, с 1965 года — в составе Суздальского района.

## Население
| 1859 | 1905 | 1926 |
| ---- | ---- | ---- |
| 132  | 225  | 141  |

| 1859 | 1905 | 1926 | 2002 | 2010 | 2021 |
| ---- | ---- | ---- | ---- | ---- | ---- |
| 132  | ↗225 | ↘141 | ↘5   | ↗12  | ↗26  |